# Oceania Football Confederation
Oceania Football Confederation (forkortet OFC) er en sammenslutning af nationale fodboldforbund i Oceanien. OFC blev oprettet i 1966. De stiftende lande var Australien, New Zealand og Fiji. I 1996 blev OFC optaget i FIFA som fuldgyldigt medlem og fik dermed en plads i FIFA´s eksekutivkomité. To år senere i 1998 fik OFC et nyt logo og et officielt tidsskrift med titlen The Wave. I 2006 meldte Australien sig ud af OFC, for i stedet at være medlem af det Asiatiske fodboldforbund AFC. 1 januar 2012 bestod OFC af i alt 14 medlemslande. 

## Medlemslandene
Følgende 14 lande er medlem af OFC.
| Kode | Forbund          | Landshold | Grundlagt | FIFA optagelse | OFC optagelse | IOC medlem |
| ---- | ---------------- | --------- | --------- | -------------- | ------------- | ---------- |
| ASA  | Amerikansk Samoa | (M, K)    | 1984      | 1998           | 1998          | Ja         |
| COK  | Cookøerne        | (M, K)    | 1971      | 1994           | 1994          | Ja         |
| FIJ  | Fiji             | (M, K)    | 1938      | 1964           | 1966          | Ja         |
| KIR  | Kiribati         | (M, K)    | 1980      | N/A            | 2007          | Ja         |
| NCL  | Ny Kaledonien    | (M, K)    | 1928      | 2004           | 2004          | Nej        |
| NZL  | New Zealand      | (M, K)    | 1891      | 1948           | 1966          | Ja         |
| NIU  | Niue             | (M, K)    | 1960      | N/A            | 2006          | Nej        |
| PNG  | Papua Ny Guinea  | (M, K)    | 1962      | 1966           | 1966          | Ja         |
| SAM  | Samoa            | (M, K)    | 1968      | 1986           | 1986          | Ja         |
| SOL  | Salomonøerne     | (M, K)    | 1979      | 1988           | 1988          | Ja         |
| TAH  | Tahiti           | (M, K)    | 1989      | 1990           | 1990          | Nej        |
| TGA  | Tonga            | (M, K)    | 1965      | 1994           | 1994          | Ja         |
| TUV  | Tuvalu           | (M, W)    | 1979      | N/A            | 2006          | Ja         |
| VAN  | Vanuatu          | (M, K)    | 1934      | 1988           | 1988          | Ja         |

## Turneringer
OFC afholder følgende turneringer:
Mænd
- OFC Nations Cup (OFC Nations Cup fungere også som VM kvalifikation.)
- Oceania Champions League (Oceania Champions League fungere også som kvalifikation til VM for klubhold.)
- OFC Cup
- OFC Olympisk Kvalifikationstunering
- OFC U-20 Kvalifikationstunering
- OFC U-17 Kvalifikationstunering
- Fodbold turneringen ved Pacific Games
- Oceanian Futsal Championship (Oceanian Futsal Championship fungere også som VM kvalifikation.)
- OFC Beach Soccer Championship

Kvinder
- OFC Women’s Championship (OFC Women’s Championship fungere også som VM kvalifikation.)
- OFC Olympisk Kvalifikationstunering
- OFC U-20 Kvalifikationstunering
- OFC U-17 Kvalifikationstunering

## Kvalifikation til VM i fodbold
Oceanien har været repræsenteret ved VM i fodbold fire gange: Australien i 1974 og 2006, og New Zealand i 1982 og 2010,. Både i 1974,1982 og 2010 blev Oceaniens hold slået ud i indledende runde, mens Australien i 2006 nåede videre til 1/8-finalerne.
OFC er den eneste FIFA-konføderation, der ikke er sikret en plads ved VM-slutrunderne, hvilket var hovedårsagen til, at Australien forlod konføderationen i 2006 for i stedet at tilslutte sig Asiens konføderation. Mellem 1966 og 1982 deltog Oceaniens hold i Asiens kvalifikationsturnering. Siden 1986 har OFC afholdt sine egne kvalifikationsturneringer, men vinderne af disse har altid skulle spille såkaldte interkontinentale playoff-kampe mod hold fra andre konføderationer for ,at kvalificere sig til VM-slutrunderne.
| VM        | Hold        | Noter                                                                                      |
| --------- | ----------- | ------------------------------------------------------------------------------------------ |
| 1930-1962 | Ingen       | Ingen tilmeldte hold fra Oceanien                                                          |
| 1966      | Ingen       | Spillede i Asiens kvalifikation.                                                           |
| 1970      | Ingen       | Spillede i Asiens kvalifikation.                                                           |
| 1974      | Australien  | Spillede i Asiens kvalifikation.                                                           |
| 1978      | Ingen       | Spillede i Asiens kvalifikation.                                                           |
| 1982      | New Zealand | Spillede i Asiens kvalifikation.                                                           |
| 1986      | Ingen       | Australien tabte til Skotland i interkontinental playoff.                                  |
| 1990      | Ingen       | Både Australien og New Zealand tabte til Israel i et interkontinentalt gruppespil.         |
| 1994      | Ingen       | Australien vandt først over Canada, men tabte så til Argentina i interkontinental playoff. |
| 1998      | Ingen       | Australien tabte til Iran i interkontinental playoff.                                      |
| 2002      | Ingen       | Australien tabte til Uruguay i interkontinental playoff.                                   |
| 2006      | Australien  | Australien vandt over Uruguay i interkontinental playoff.                                  |
| 2010      | New Zealand | New Zealand vandt over Bahrain i interkontinental playoff.                                 |